# Хернхут
Хернхут (на немски: Herrnhut) е град в Германия, разположен в окръг Гьорлиц, провинция Саксония. Към 31 декември 2011 година населението на града е 4924 души.